# Самодур, Семён Соломонович
Семён Соломонович Самодур (4 [17] января 1911, Буй, Костромская губерния — 5 июня 1991, Москва) — советский актёр и режиссёр театра кукол, народный артист РСФСР (1966).

## Биография
Родился 4 (17) января 1911 года в городе Буй Костромской губернии.
В 1926 году окончил курсы по подготовке в высшее учебное заведение. В 1929—1930 годах работал чертёжником на заводе «Продрадио».
В 1930 году поступил в студию живописи П. Я. Павлинова.
В 1931—1933 годах учился в изотехникуме «Изогиза».
В 1932 году — художник-оформитель в Центральном доме художественного воспитания детей.
С 1933 года — актёр Центрального театра кукол. С 1947 года — режиссёр Центрального театра кукол.
В годы Великой Отечественной войны возглавлял фронтовую актёрскую бригаду.
Скончался 5 июня 1991 года в Москве на 81-м году жизни.
Похоронен в Москве на Троекуровском кладбище (2 участок).

## Творчество

### Постановки
- «Волшебная калоша» Матвеева
- «Сказка о царе Салтане» по А. С. Пушкину и др.

совместно с С. В. Образцовым:
- «Кошкин дом» С. Я. Маршака
- «Мой, только мой» Б. Д. Тузлукова
- «Божественная комедия» И. В. Штока
- «Необыкновенный концерт»
- «Дракон (пьеса)» Шварца
- «В гостях у Чуковского» по К. Чуковскому
- «Маугли» по Р. Киплингу

### Роли в театре
- Конферансье («Необыкновенный концерт»)
- Создатель («Божественная комедия» Штока)
- Создатель («Ноев Ковчег»)
- Голова, Чёрт, Дъяк, Пацюк, собака («Ночь перед Рождеством» Сперанского по Гоголю).
- Каа, Шер Хан («Маугли» по Киплингу).
- Карборунд («Чертова мельница» по Я. Дрда).
- Воевода («По щучьему велению»).
- Гадатель («Волшебная лампа Аладдина»).
- Кузен («Мой, только мой»).
- Доктор Гаспар («Три толстяка» по Олеше).
- Создатель («Ноев ковчег»).

### Озвучивание мультфильмов
- 1956 — Небесное созданье — Кукловод
- 1957 — В одной столовой…
- 1977 — Незнайка в Солнечном городе — Директор зоопарка (4, 5 и 10 серии)
- 1978 — Почтарская сказка — Почтовый домовой / Почтмейстер
- 1979 — Пер Гюнт — Тролль
- 1986 — Архангельские новеллы — Медведь
- 1986 — Как потерять вес? — Пайкрафт
- 1988 — Смех и горе у Бела моря — Мужик-слушатель; Медведь (в титрах не указан)

### Радиоспектакли
- 1978 — Большая докторская сказка — Король

### Роли в кино
- 1983 — Среди тысячи дорог — Михаил Георгиевич Муромцев, режиссёр

## Цитаты
Во время концерта на фронте 

…неожиданно в небе со страшным грохотом пронёсся наш истребитель. Артист Семён Соломонович Самодур, игравший собаку-Гитлера, не растерялся — поднял голову, проводил взглядом советский самолет и, когда тот скрылся за деревьями, почесал лапой в затылке. А кто-то из солдат крикнул: «Что, не нравится?» И тогда раздался такой хохот…— С. Образцов